# Vila Romana de Chedworth
A Vila Romana de Chedworth  é uma villa romana situada próximo de Chedworth, Gloucestershire, no sudoeste da Inglaterra. É uma das maiores vilas romanas da Grã-Bretanha. A villa foi erguida em etapas do começo do século II ao século IV. É um monumento marcado.

## Localização
A vila fica em uma posição protegida, sombria, com vista para o rio Coln nas Colinas Cotswold em Gloucestershire. Ele estava localizado ao largo da estrada romana conhecida como Caminho Fosse,  13 km a norte da importante cidade de Corinium Dobunnorum (Cirencester). A reputação de Cirencester como centro de governo tribal e uma capital civitas levou à rápida romanização da área e consequente concentração de riqueza. A localização de Chedworth em Cotswolds e no vale do rio Coln foi importante para a agricultura. Foi uma das cerca de cinquenta vilas em Cotswolds, e uma de nove em apenas um raio de 8,0 km.
A vila foi deliberadamente localizada ao lado de uma nascente natural no canto noroeste do complexo que era a principal fonte de água da vila, e ao redor da qual mais tarde foi construído um santuário apsidal para as ninfas de água (ninfas).